# Katja Ebstein
Katja Ebstein (9 de marzo de 1945) es una cantante alemana nacida en la ciudad de Girlachsdorf, hoy llamada  
Gniewków, bajo administración polaca. Alcanzó gran éxito, sobre todo en Alemania, con canciones como «Theater» ("Teatro") o «Es war einmal ein Jäger» ("Érase una vez un cazador"). Está casada con Christian Bruhn, compositor alemán que ha escrito muchas de sus canciones. Representó a Alemania en el Festival de la Canción de Eurovisión en tres ocasiones: en 1970, con la canción «Wunder gibt es immer wieder» ("Siempre hay Milagros", "Siempre hay algún Milagro" en su versión en español, cantada por ella misma), en 1971, con la canción «Diese Welt» ("Este Mundo", versionada también por ella al español bajo ese título) y, por último, en 1980 con la canción «Theater» ("Teatro", versionada en inglés, francés e italiano). Tanto en 1970 como en 1971 Ebstein quedó en tercer lugar y en 1980 en segundo.

## Éxitos musicales
- Wunder gibt es immer wieder (1970)
- Und wenn ein neuer Tag erwacht (1970)
- Diese Welt (1971)
- Ein kleines Lied vom Frieden (1971)
- Inch Allah (1972)
- Der Stern von Mykonos (1973)
- Ein Indiojunge aus Peru (1974)
- Athena (1974)
- Es war einmal ein Jäger (1975)
- Die Hälfte seines Lebens (1975)
- Aus Liebe weint man nicht (1976)
- In Petersburg ist Pferdemarkt (1977)
- Du und ich (1977)
- Wein nicht um mich, Argentinien (1977)
- Weck mich, bevor du gehst (1977)
- Dieser Mann ist ein Mann (1978)
- Es müssen keine Rosen sein (1979)
- Trink mit mir (1979)
- Abschied ist ein bißchen wie sterben (1980)
- Theater (1980)
- Dann heirat' doch dein Büro (1980)
- Traumzeit (1982)